# Javier Sánchez Serna
Javier Sánchez Serna (Murcia, 23 de julio de 1985) es un político español, diputado por Murcia en el Congreso durante la XI, XII, XIII y XIV y XV legislaturas. Fue secretario tercero de la Mesa del Congreso de los Diputados, y en la actualidad es coordinador autonómico de Podemos Región de Murcia.

## Biografía
Licenciado en Filosofía y máster en Sociología aplicada. Ha trabajado como profesor interino de Educación Secundaria en la especialidad de Filosofía. Desde los 18 años ha participado en distintos movimientos políticos y sociales relacionados con la juventud, la vivienda o la lucha universitaria contra el llamado “Proceso de Bolonia". Durante dos años coordinó el grupo de investigación “Posmodernidad, Crisis y Procomún” en el Centro de Estudios Avanzados de Arte Contemporáneo de Murcia. Es coordinador autonómico de Podemos Región de Murcia y miembro del Consejo Ciudadano Estatal de Podemos.
En las elecciones generales de 2015 fue elegido diputado por la provincia de Murcia en el Congreso, reelegido en 2016, donde ejerció  como portavoz en la Comisión de Educación y Deporte, portavoz de Ciencia y portavoz adjunto de Universidades hasta el final de la XIII legislatura.
En 2019 volvió a encabezar la lista al Congreso de Unidas Podemos por la provincia de Murcia, revalidando su escaño tanto en las elecciones del 28 de abril como en las del 10 de noviembre. Desde septiembre de ese año dirige, además, la gestora de Podemos Región de Murcia tras la salida de la anterior dirección, pasando a ser coordinador autonómico de la formación tras las primarias internas .
El 3 de diciembre de 2019 resultó elegido Secretario tercero de la Mesa del Congreso de los Diputados y es portavoz en la comisión de Educación y Formación Profesional y así como en la comisión de Ciencia, innovación y universidades.
Tras las elecciones generales de 2023   fue elegido diputado de la XV legislatura pues encabezaba la candidatura de Sumar por la circunscripción de Murcia, y posteriormente se incorporó, con el resto de diputados de Podemos, al grupo parlamentario mixto.